# 北浦停留場
北浦停留場（きたうらていりゅうじょう）は、高知県高知市大津にあるとさでん交通後免線の路面電車停留場。

## 歴史
当停留場は1910年（明治43年）、後免線の鹿児停留場から大津停留場（廃止、領石通停留場を参照）までの区間が開通したのに合わせて開業した。

### 年表
- 1910年（明治43年）12月4日：土佐電気鉄道の停留場として開業[1][2]。
- 2014年（平成26年）10月1日：土佐電気鉄道が高知県交通・土佐電ドリームサービスと経営統合し、とさでん交通が発足[3]。とさでん交通の停留場となる。

## 停留場構造
乗り場は2面あり、2本の線路を挟み込むように配置される。ただし互いの乗り場の位置は斜向かいに離れていて、東にはりまや橋方面行きの乗り場、西に後免町方面行きの乗り場がある。はりまや橋方面は安全地帯となるホームが設置されるが、後免町方面は並走する道路上に白線で乗り場が示されるのみ。

## 停留場周辺
民家が軒を連ねる閑静な地区。後免線の軌道はすぐ北を流れる舟入川に沿って伸びているが、土手が築かれているため車窓から川を見ることはできない。
- 国道195号

## 隣の停留場
とさでん交通
後免線
領石通停留場 - 北浦停留場 - 舟戸停留場